# Marc Wuyts
Marc Wuyts, né le 12 septembre 1967 à Bruxelles en Belgique, est un footballeur et entraîneur belge qui joue au poste d'attaquant.

## Biographie
Il joue un match en Ligue des champions et une rencontre en Coupe des coupes.
Après sa carrière de joueur, il entraîne les équipes de Namur et Louvain, en deuxième division.